# Henry Starnes

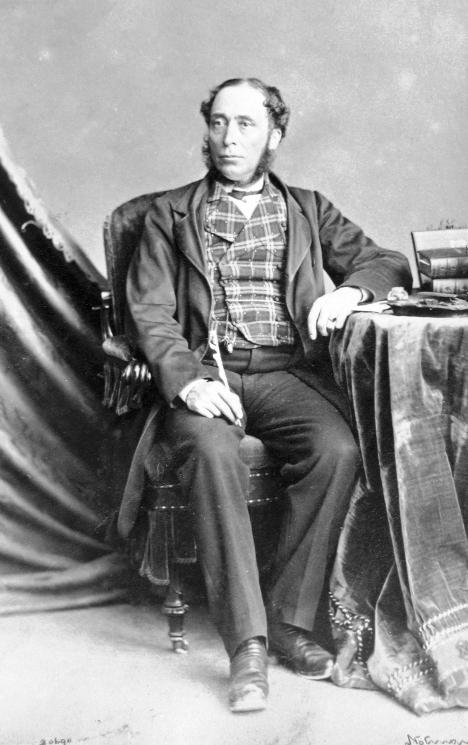
Henry Starnes

Henry Starnes (* 13. Oktober 1816 in Kingston, Oberkanada; † 3. März 1896 in Montreal) war ein kanadischer Politiker, Unternehmer und Bankier. Er war zweimal Bürgermeister der Stadt Montreal, von 1856 bis 1858 und von 1866 bis 1868. In den Jahren 1858 bis 1863 saß er im Unterhaus der Provinz Kanada, ab 1867 im Oberhaus der Provinz Québec. Eine von ihm präsidierte Bank war in den Pacific-Skandal verwickelt, der 1873 den Sturz der Bundesregierung zur Folge hatte.

## Biografie
Starnes wuchs in Montreal auf und erhielt seine weiterführende Schulbildung am Petit Séminaire de Montréal. In den 1830er Jahren begann er für das Lebensmittelimportunternehmen James Leslie and Company zu arbeiten, das vom Politiker James Leslie gegründet worden war. 1849 wurde er Leslies Partner und das Unternehmen firmierte nun als Leslie, Starnes and Company. Ab 1851 war er auch als Bankier tätig; er war zunächst zwei Jahre lang Direktor der Banque du Peuple und anschließend bis 1876 Direktor der Banque d’Épargne de la Cité et du District de Montréal. 1859 wandte er sich vom Importhandel ab und eröffnete die Montrealer Filiale der Ontario Bank, die er zwölf Jahre lang leitete. 1871 gründete er die Metropolitan Bank, deren Präsident er war.
1852 begann Starnes’ politische Karriere mit der Wahl in den Stadtrat von Montreal. 1856 wurde er erstmals zum Bürgermeister gewählt und übte dieses Amt bis 1858 aus. Im Januar 1858 folgte die Wahl in die Legislativversammlung der Provinz Kanada; in dieser vertrat er bis 1863 den Wahlkreis Châteauguay. 1866 wurde er für zwei weitere Jahre zum Montrealer Bürgermeister gewählt. Die Regierung der neu gegründeten Provinz Québec ernannte ihn 1867 zum Mitglied des Legislativrates (Oberhaus). Dieses Amt hatte er fast drei Jahrzehnte lang bis zu seinem Tod inne.
Die von Starnes präsidierte Metropolitan Bank diente als Mittlerin zwischen dem einflussreichen Unternehmer Hugh Allan und dem national bekannten Politiker George-Étienne Cartier. Allan ließ Cartier und anderen Politikern der Konservativen Partei im Geheimen beträchtliche Geldmittel zukommen, um sie bei der Unterhauswahl 1872 zu unterstützen. Im Gegenzug hatte Cartier versprochen, dass Allans Konsortium den Zuschlag für den Bau der transkontinentalen Eisenbahn erhalten werde. Die Aufdeckung dieser Vereinbarung löste den Pacific-Skandal aus, der schließlich zum Rücktritt der Regierung von Premierminister John Macdonald führte.
1876 musste die Metropolitan Bank ihre Geschäftstätigkeit einstellen, wofür Starnes’ unorthodoxe und riskante Finanzierungsmethoden verantwortlich gemacht wurden. Die Aktionäre verloren den größten Teil ihrer Investitionen und verklagten Starnes, der jedoch vor Gericht freigesprochen wurde. Er blieb weiterhin Mitglied des Legislativrates, da er auf Lebenszeit ernannt und nicht gewählt worden war. In der Provinzregierung Québecs war er von 1882 bis 1884 Vorsitzender der Eisenbahnkommission und 1887 Kommissar für Landwirtschaft und öffentliche Bauten.